# Prædiktiv mikrobiologi
Prædiktiv mikrobiologi (PM) er baseret på forudsigelser af vækst eller drab på sygdomsfremkaldende  bakterier ved hjælp af computersoftware og matematiske modeller.
PM finder blandt andet anvendelse i fødevareindustrien ved udvikling, produktion og distribution af ferske- og konserverede fødevarer.